# Мексикансько-югославські відносини

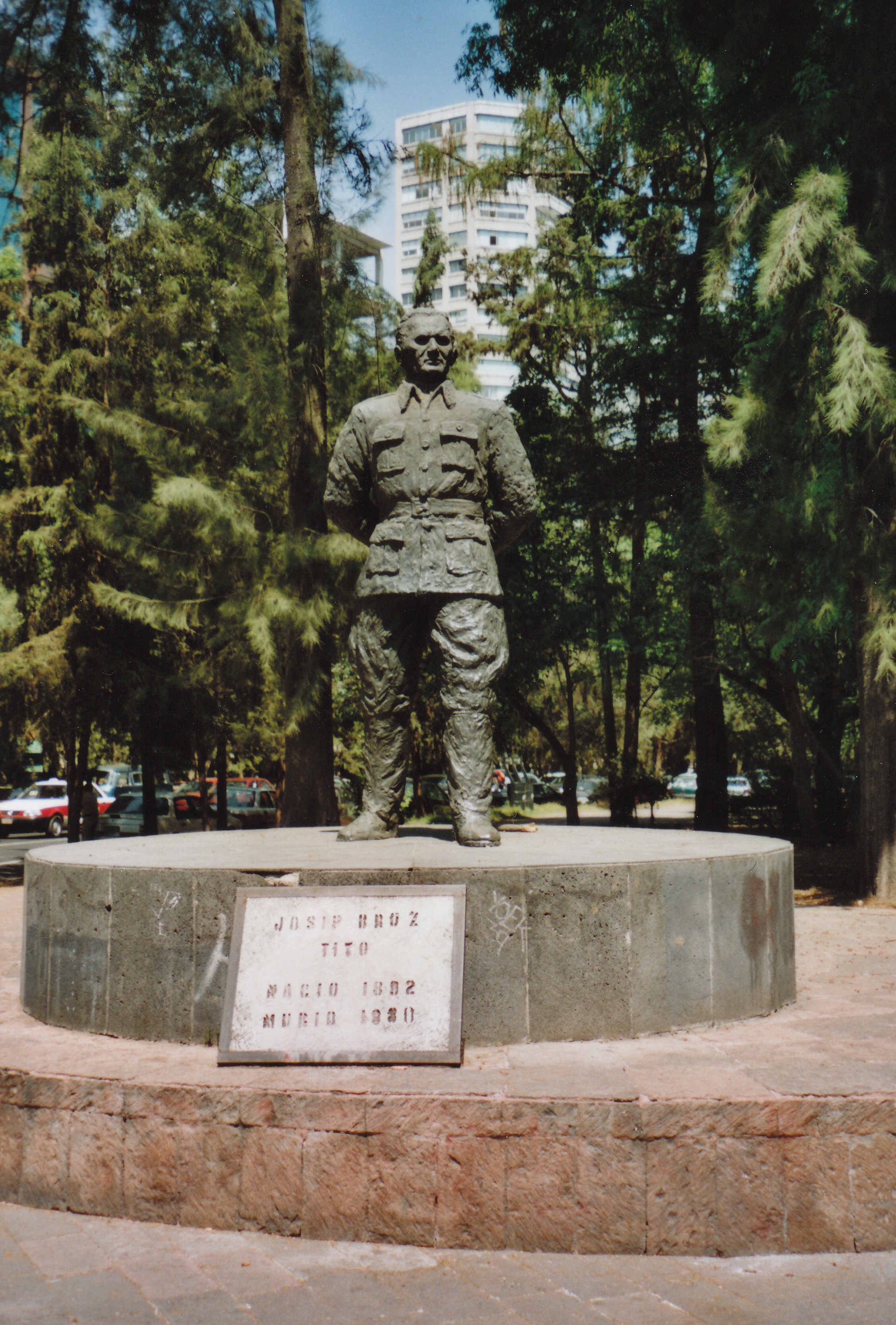
Статуя Йосипа Броза Тіто у Мехіко

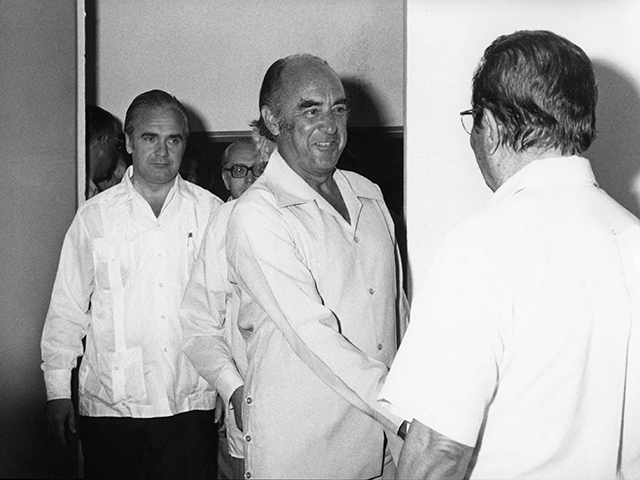
Зустріч Йосипа Броза Тіто з Хосе Лопесом Портільо

Мексикансько-югославські відносини — історичні двосторонні відносини між Мексикою і зниклою внаслідок розпаду Соціалістичною Федеративною Республікою Югославія.

## Історія
Мексика та Югославія встановили дипломатичні відносини 24 травня 1946 року з ініціативи Президента Югославії Йосипа Броза Тіто. Обидві держави поділяли погляди на франкістську Іспанію і співпрацювали з іспанським республіканським урядом у вигнанні. 31 липня 1952 року обидві країни рішуче протестували проти рішення комітету Організації Об'єднаних Націй запитати владу Франко, що вона змогла б зробити для зміцнення колективної безпеки.
Після розриву югославсько-радянських відносин 1948 року югославська влада шукала альтернативне джерело культурного натхнення, знайшовши його в Мексиці.
Невдовзі після розпаду Югославії Мексика встановила дипломатичні відносини з новоствореною Союзною Республікою Югославія (Сербія та Чорногорія), але знизила їхній рівень до повіреного у справах через участь країни акредитації в Боснійській війні. Після Резолюції Ради Безпеки ООН 757 Мексика відмовила у в'їзді будь-якому югославському посадовцю та заборонила своїм урядовцям подорожувати до Союзної Республіки Югославія. Проте Мексика зберегла своє посольство в Белграді та налагодила офіційні відносини з Сербією і Чорногорією та іншими державами-наступницями Югославії.

## Список двосторонніх державних візитів

### Югославські візити в Мексику[1]
- Жовтень 1963: Йосип Броз Тіто
- Березень 1976: Йосип Броз Тіто
- Жовтень 1981: Лазар Мойсов (Саміт Північ—Південь)

### Мексиканські візити в Югославію[1]
- Березень 1963: Адольфо Лопес Матеос
- Лютий 1974: Луїс Ечеверрія Альварес
- Січень 1985: Мігель де ла Мадрид Уртадо